# Вільям Стрікленд
Вільям Стрікленд — американський архітектор та інженер-будівельник, прихильник неогрецького стилю в архітектурі, вважається одним з перших професійних архітекторів США, хоча навчався архітектурі безпосередньо на будовах і не отримав офіційної архітектурної освіти.

## Біографія
Народився у поселенні Навесінк, округ Монмаут, штат Нью-Джерсі, у сім’ї теслі Джона Стрікленда (1757 року народження) та його дружини Елізабет. Згодом сім’я переїхала у місто Філадельфія (в 1790 р.). На новому місці батько Вільяма Стрікленд Старший працював на будівництві споруди Банку Пенсильванії, першого для США проекту архітектора англійського походження Бенджаміна Латроба. 
Латроб потоваришував із родиною Стріклендів та був вражений спостережливістю малого Вільяма і його креслярським здібностями.  У віці 15-ти років (а за іншими даними в 1801 р.) Латроб узяв до себе молодого Стрікленда стажером з оплатою на повний робочий день.
Найстарішою будівлею, спроектованою В. Стріклендом, яка збереглася донині, є церква Святої Трійці Румунської православної церкви у США, розташована у Філадельфії, початково спроектована Стріклендом як Єпископальна церква Св. Іоанна у традиціях неоколоніальної та неокласичної архітектури. 
Із більше сотні проектів Стрікленда до сьогодні збереглися одиниці, останньою важливою його роботою був проект Капітолію штату Теннессі (будувався впродовж 1845 – 1859), завершений вже після смерті архітектора його сином.